# مونیه بورکیک
مونیه بورکیک (انگلیسی: Mounia Bourguigue؛ متولد ۲۱ ژانویه ۱۹۷۵) یک تکواندوکار از مراکش است. او در بازی‌های المپیک تابستانی ۲۰۰۰ در سیدنی، و در بازی‌های المپیک تابستانی ۲۰۰۴ در آتن، شرکت کرد و به ترتیب، در جایگاه پنجم و یازدهم ایستاد.
بورکیک در مسابقات قهرمانی تکواندو جهان در سالهای ۱۹۹۷ و ۲۰۰۳ موفق به کسب مدال شد.